# Разун Антерселва
Ра̀зун Антерсѐлва (на италиански: Rasun Anterselva; на немски: Rasen-Antholz, Разен-Антхолц) е община в Северна Италия, автономна провинция Южен Тирол, автономен регион Трентино-Южен Тирол. Разположена е на 1030 m надморска височина. Населението на общината е 2878 души (към 2010 г.).
Административен център на общината е село Разун ди Сото (на италиански: Rasun di Sotto; на немски: Niederrasen, Нидеразен).

## Език
Официални общински езици са и италианският и немският. Най-голямата част от населението говори немски. В общината се говори и други романски език, ладинският.
| %     | Роден език      |
| 1,16  | Италиански език |
| 98,40 | Немски език     |
| 0,44  | Ладински език   |